# Українець Іван Петрович
Іван Петрович Українець (1932 — ?) — український радянський діяч, голова колгоспу «Росія» Радехівського району Львівської області. Депутат Верховної Ради УРСР 9-го скликання.

## Біографія
Освіта вища. Закінчив Львівський сільськогосподарський інститут.
У 1957—1964 роках — агроном, голова колгоспу «Шлях Ілліча» села Черниця Підкамінського району Львівської області.
Член КПРС з 1959 року.
З 1964 року — голова колгоспу «Росія» села Миколаїв Радехівського району Львівської області.

## Нагороди
- орден Леніна
- орден Знак Пошани
- ордени
- медалі